# Ilona Feher
Ilona Feher (hebräisch אִילוֹנָה פֶהֵר; Ilona Fehér; * 1. Dezember 1901 in Budapest; † Januar 1988 in Cholon) war eine ungarisch-israelische Geigerin und Musikpädagogin.

## Leben
Feher studierte Geige bei Jenő Hubay an der Franz-Liszt-Musikakademie in Budapest und wurde mit einer Goldmedaille der Akademie ausgezeichnet. Danach trat sie europaweit auf, vorzugsweise aber mit dem Concertgebouw-Orchester unter der Leitung von Willem Mengelberg. Sie lebte in Budapest, bis sie 1942 mit ihrer Tochter in ein Konzentrationslager deportiert wurde. 1944 gelang beiden die Flucht, und sie schlossen sich bis zur Befreiung durch die Rote Armee ungarischen und tschechoslowakischen Partisanen an.
Nach der Befreiung konnte Feher nur noch in den sowjetisch kontrollierten osteuropäischen Staaten auftreten und emigrierte 1949 nach Israel. Als Holocaustüberlebende fühlte sie sich besonders der Förderung junger israelischer Musiker verpflichtet und widmete sich vollständig der Lehrtätigkeit. Zu ihren Schülern gehören Geiger wie Shmuel Ashkenasi, Pinchas Zukerman, Shlomo Mintz, Hagai Shaham und Ittai Shapira. 
Das Weizmann-Institut für Wissenschaften verlieh ihr einen Ehrendoktortitel, und ihre Heimatstadt Holon würdigte ihre Verdienste mit der Ehrenbürgerschaft. Bei der Feier des 65. Geburtstages von Isaac Stern in der Carnegie Hall ehrte sie die America-Israel Cultural Foundation mit dem King Solomon Award. 2003 wurde die Ilona Feher Foundation zur Förderung junger israelischer Geiger gegründet. Die Fesztivál Academía Budapest veranstaltet seit 2017 in Budapest den internationalen Ilona-Feher-Wettbewerb für junge Geiger unter 18 Jahren.